# Grutas de Lapas

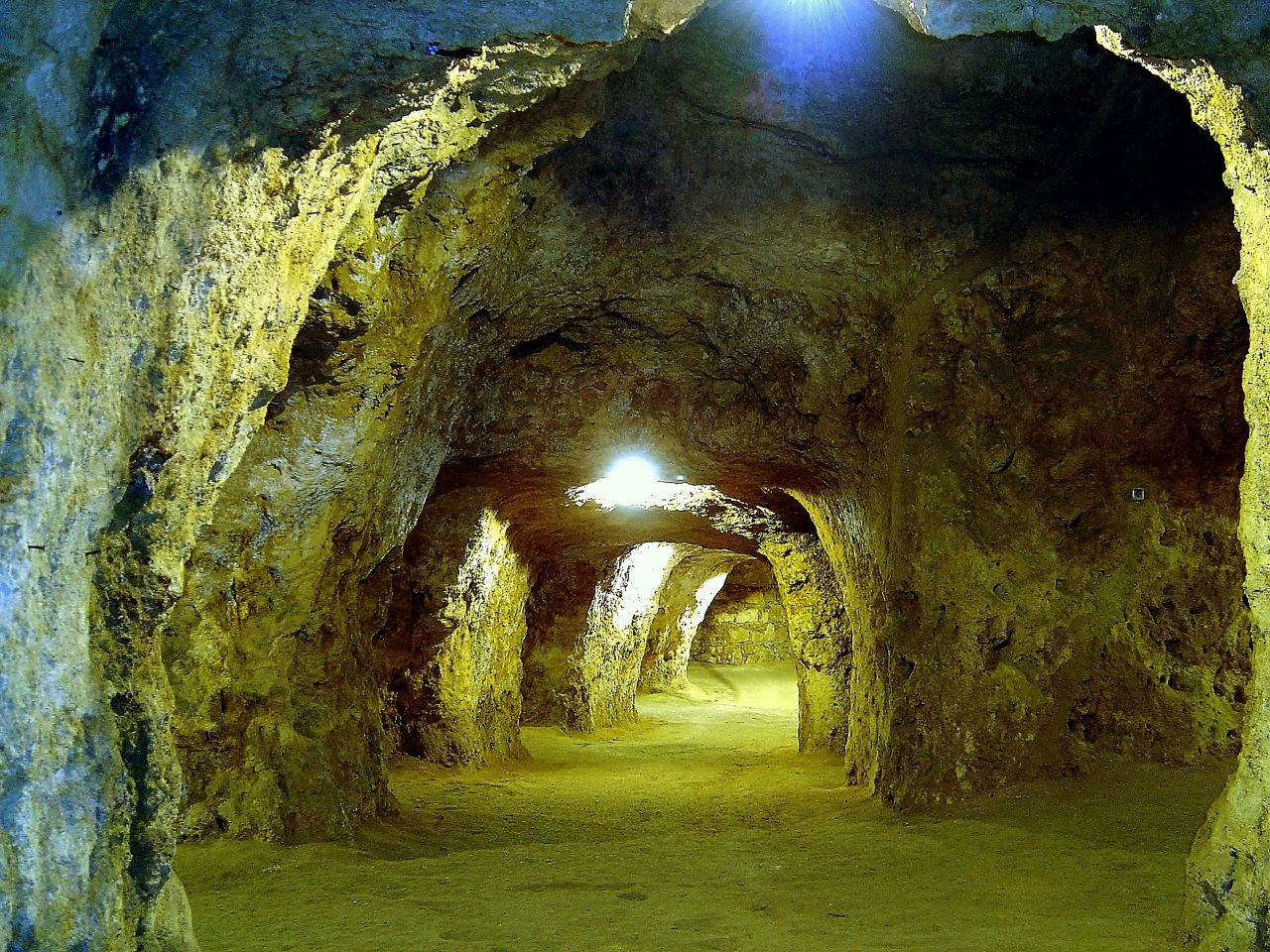

As Grutas de Lapas, também referidas como Grutas existentes na freguesia de Lapas (Almonda), encontram-se na povoação de Lapas, na freguesia de São Pedro, Lapas e Ribeira Branca, a cerca de 2 km da cidade de Torres Novas.
São um belo labirinto de galerias subterrâneas, onde em tempos funcionou o Museu de Pré-história de Torres Novas. Aqui nasceram lendas e contos que ainda hoje fantasiam a povoação. A lenda mais fantástica e famosa é a lenda da gruta que tem passagem directa para o castelo, mas na realidade ainda hoje não se encontrou tal passagem.
Julga-se ser um testemunho vivo do homem neolítico, com certeza, sabe-se que foi daqui que se tirou o tufo para a construção das habitações da aldeia e possivelmente do castelo.
As Grutas de Lapas estão classificadas como Imóvel de Interesse Público desde 1943.